# Veia cubital mediana
Veia cubital mediana (ou veia basílica mediana), na anatomia humana, é uma veia superficial do membro superior. Ela conecta a veia basílica e a veia cefálica e freqüentemente é utilizada para punção venosa (retirar sangue). Ela repousa na fossa cubital superficial à aponeurose do músculo bíceps braquial.